# یواس‌اس اندرسون (دی‌دی-۴۱۱)
یواس‌اس اندرسون (دی‌دی-۴۱۱) (به انگلیسی: USS Anderson (DD-411)) یک کشتی است که طول آن 348&nbsp;ft, 3¼&nbsp;in, (106.15&nbsp;m) می‌باشد. این کشتی در سال ۱۹۳۹ ساخته شد.